# Verpelét
Verpelét je město v Maďarsku v župě Heves, spadající pod okres Eger. Od župního města Egeru se nachází asi 14 km jihozápadně. V roce 2015 zde žilo 3 780 obyvatel. Podle údajů z roku 2001 zde bylo 87 % obyvatel maďarské a 13 % romské národnosti.
Nejbližšími městy jsou Eger, Füzesabony, Gyöngyös, Heves a Pétervására. Blízko jsou též obce Egerszalók, Feldebrő, Kisnána a Tarnaszentmária.